# Blenina albifascia
Blenina albifascia är en fjärilsart som beskrevs av Elliot C.G. Pinhey 1968. Blenina albifascia ingår i släktet Blenina och familjen trågspinnare. Inga underarter finns listade i Catalogue of Life.